# Шардт, Альфред
Альфред Э. «Арли» Шардт (англ. Alfred E. "Arlie" Schardt, 24 апреля 1895 — 2 марта 1980) — американский легкоатлет, олимпийский чемпион.
Альфред Шардт родился в 1895 году в Милуоки (штат Висконсин). В 1917 году пошёл в армию, воевал на Западном фронте Первой мировой войны. В 1920 году на Олимпийских играх в Антверпене он завоевал золотую медаль в командном забеге на 3000 м.